# 2011 en Afrique du Sud
Chronologie de l'Afrique du Sud
- 2007
- 2008
- 2009
- 2010
- 2011
- 2012
- 2013
- 2014
- 2015

Cet article présente les faits marquants de l'année 2011 en Afrique du Sud, ou concernant le pays.

## Évènements
- Lundi 17 janvier 2011 : les inondations ont fait au moins 40 morts ou disparus, depuis le début de la saison des pluies. Sept des neuf provinces d'Afrique du Sud ont été déclarées zones sinistrées et l'armée a été placée en état d'alerte pour évacuer en cas de besoin les habitants des zones situées à proximité des grands barrages.

- Samedi 22 janvier 2011 : les inondations ont fait au moins 70 morts ou disparus, depuis le début de la saison des pluies. Plus de 8 400 foyers ont été déplacés. Les dommages causés par les inondations sont pour l'instant estimés à 356 millions de rands (51 millions de dollars, 32 millions d'euros)[1].

- Mardi 8 février 2011 : un petit avion s'est écrasé près de Robberg (côte sud-est), tuant les neuf personnes qui se trouvaient à bord.

- Jeudi 10 février 2011 : le président Jacob Zuma annonce la création d'un fonds « de 9 milliards de rands (910 millions d'euros) sur les trois prochaines années pour financer les créations d'emplois ». 2011 a été déclarée l'année de la création d'emplois. Avec l'aide active du secteur privé, le président Zuma s'est engagé à créer 5 millions d'emplois et à ramener à 15 % le taux de chômage dans les dix prochaines années, contre 36 % actuellement[2].

- Mardi 15 février 2011 : des violentes manifestations ont eu lieu dans plusieurs bidonvilles pour protester contre un chômage massif et des services publics déficients. Trois personnes, dont deux enfants, ont été tuées[3].

- Jeudi 19 mai 2011 : dans la soirée, la collision de deux trains de banlieue de la compagnie Metrorail, qui se suivaient, a fait 857 blessés dont deux graves à Soweto[4].